# Santo Tomás (Pérou)
Santo Tomás est une ville de la région de Cuzco, au Pérou, et le chef-lieu de la province de Chumbivilcas. Elle se trouve à 3 650 m au-dessus du niveau de la mer. Sa population s'élève à 8 000 habitants.
Le district de Santo Tomás (es) couvre une superficie de 1 924,08 km2, sa population était estimée à 25 087 habitants en 2002.
Il est limité
- au nord par les districts de Llusco et de Colquemarca,
- à l'est par les districts de Chamaca et de Velille,
- au sud par le district de Cayarani (province de Condesuyos, région d'Arequipa),
- au sud-ouest par le district de Puyca (province de La Unión, région d'Arequipa),
- au nord-ouest par le district d'Oropesa (province d'Antabamba, région d'Apurímac).